# Klaus (Name)
Klaus ist ein männlicher Vorname und auch Familienname.

## Herkunft und Bedeutung des Namens
Mit größter Wahrscheinlichkeit ist der Vorname Klaus eine Kurzform von Nikolaus und nicht die eingedeutschte Version von Claudius. Nikolaus ist aus den griechischen Wörtern νίκη für Sieg und λαός für Volk abgeleitet.

## Verbreitung
Die Popularität des Namens Klaus (Claus) steigerte sich in Deutschland seit Anfang des 20. Jahrhunderts. Vom Anfang der dreißiger bis zum Anfang der sechziger Jahre gehörte der Name zu den zehn am häufigsten vergebenen Jungennamen und war im Jahr 1944 sogar der häufigste überhaupt. Während der Sechziger begann seine Popularität erst allmählich, ab Anfang der Siebziger dann stark zu sinken. Der Name befand sich in Österreich von 1984 bis 1989 in den beliebtesten und bis zur Jahrtausendwende nur noch in den populären Namen, mit fallender Beliebtheit. Seit 2010 ist er nur noch mäßig beliebt und wurde in den letzten 10 Jahren rund 110 Mal vergeben. Zwischen 1930 und Mitte der 1940er Jahre war Klaus in der Schweiz in der Liste der populären Namen zu finden. Bis zum Ende der 1960er Jahre ließ seine Beliebtheit leicht nach, seit Mitte der 1990er Jahre wird der Name nur noch gelegentlich bei der Vergabe berücksichtigt.
In den Niederlanden war Klaus zwischen 1930 und Mitte der 1950er Jahre mäßig beliebt, danach sank die Popularität. Seit 2005 ist der Name wieder beliebter bei der Namenswahl. Der Name war in Norwegen zwischen 1880 und Ende der 1970er Jahre beliebt, seitdem wird er nur noch selten vergeben. In Schweden gilt er als mäßig beliebter Jungenname. Dahingegen ist er in Dänemark weiter verbreitet.
Klaus wurde in Frankreich und Tschechien zwischen den 1930er und 1950er Jahren kurzzeitig vergeben. Außerdem ist seine Vergabe in den England, Nordirland, Schottland und Kanada nachgewiesen. In den USA wird Klaus seit Anfang der 1950er Jahre fast alljährlich vergeben, zwischen 1953 und 2022 insgesamt circa 1300 Mal.

## Namenstage
- 10. September (Nikolaus von Tolentino)
- 25. September (Bruder Klaus)
- 06. Dezember (Nikolaus von Myra)

## Varianten

### Vornamen
Claas, Claus (österreichisch, norddeutsch), Clus (litauisch), Klaas (niederländisch), Klavs (dänisch), Klāvs (lettisch), Kolja (russisch).
Vor allem in der Mitte des 20. Jahrhunderts wurde dieser Vorname auch in Bindestrichnamen verwendet, z. B. Klaus-Dieter, Klaus-Jürgen, Klaus-Peter, Klaus-Rüdiger oder Klaus-Uwe.

### Familiennamen
- Clausen, Claussen (Claußen)

## Vorname
- Bambus-Klaus (1956–2012), deutscher Gastwirt und Schlagersänger
- Klaus und Klaus, deutsches Schlagerduo

### A
- Klaus Abramowsky (1933–1998), deutscher Schauspieler und Synchronsprecher
- Klaus Adelt (* 1956), deutscher Politiker (SPD)
- Klaus Ager (* 1946), österreichischer Komponist und Dirigent
- Klaus Aktories (* 1948), deutscher Mediziner und Pharmakologe
- Klaus Allofs (* 1956), deutscher Fußballspieler und Fußballfunktionär
- Klaus Ampler (1940–2016), deutscher Radrennfahrer
- Klaus Arnold (1968–2017), deutscher Kommunikationswissenschaftler
- Klaus Augenthaler (* 1957), deutscher Fußballspieler und Trainer

### B
- Klaus Backmund (1929–2020), deutscher Bildhauer
- Klaus Baier (* 1960), deutscher Politiker (NPD, DSU)
- Klaus Barbie (1913–1991), NS-Verbrecher, bekannt geworden als „Schlächter von Lyon“
- Klaus Barner (1933–2022), deutscher Schauspieler und Hörspielsprecher
- Klaus Bartels (1936–2020), deutsch-schweizerischer Altphilologe
- Klaus Bartels (* 1943), deutscher Germanist
- Klaus Bartels (* 1963), deutscher Rechtswissenschaftler
- Klaus Graf von Baudissin (1891–1961), deutscher Kunsthistoriker und SS-Führer
- Klaus Bayer (* 1947), deutscher Germanist
- Klaus Becker (1923–1971), deutscher Kabarettist
- Klaus Bednarz (1942–2015), deutscher Journalist und Moderator
- Klaus Behling (* 1949), deutscher Journalist und Autor
- Klaus J. Behrendt (* 1960), deutscher Schauspieler
- Klaus Beier (* 1966), deutscher Politiker (NPD)
- Klaus Michael Beier (* 1961), deutscher Sexualwissenschaftler und Mediziner
- Klaus L. Berghahn (1937–2019), deutscher Literaturwissenschaftler
- Klaus Beyer (1929–2014), deutscher Semitist und Hochschullehrer
- Klaus Beyer (1939–2025), deutscher Mathematiker und Hochschullehrer
- Klaus Beyer (* 1941), deutscher Pädagoge und Hochschullehrer
- Klaus Beyer (* 1952), deutscher Filmemacher, Komponist und Poet
- Klaus von Beyme (1934–2021), deutscher Politikwissenschaftler
- Klaus von Bismarck (1912–1997), deutscher Journalist und Intendant
- Klaus Bölling (1928–2014), deutscher Publizist
- Klaus Bollinger (* 1952), deutscher Bauingenieur
- Klaus Bondam (* 1963), dänischer Schauspieler und Politiker
- Klaus Maria Brandauer (* 1943), österreichischer Schauspieler und Regisseur
- Klaus Bresser (* 1936), deutscher Fernsehjournalist
- Klaus Brusch (* 1950), deutscher Fußballspieler
- Klaus Bußmann (1941–2019), deutscher Kunsthistoriker

### C
- Klaus Ceynowa (* 1959), deutscher Bibliothekar und Generaldirektor der Bayerischen Staatsbibliothek in München
- Klaus Conrad (* 1936), deutscher Unternehmer
- Klaus Croissant (1931–2002), deutscher Rechtsanwalt und RAF-Strafverteidiger

### D
- Klaus Dermutz (* 1960), österreichischer Autor und Publizist
- Klaus Dierßen (* 1949), deutscher Künstler, Kunst- und Kulturpädagoge, Autor und Hochschullehrer
- Klaus Dirscherl (* 1940), deutscher Romanist, Anglist und Germanist
- Klaus Dittmann (1939–2016), deutscher Schauspieler
- Klaus von Dohnanyi (* 1928), deutscher Politiker
- Klaus Doldinger (* 1936), deutscher Musiker und Saxophonist
- Klaus Drobisch (1931–2019), deutscher Historiker

### E
- Klaus Eberhardt (* 1948), deutscher Manager
- Klaus Eckel (* 1974), österreichischer Kabarettist
- Klaus Eickhoff (1936–2022), deutscher evangelischer Theologe und Autor
- Klaus Engelhardt (* 1932), deutscher evangelischer Theologe und EKD-Ratsvorsitzender
- Klaus Eßer (Politikwissenschaftler) (auch Klaus Esser; 1940–2014), deutscher Politik- und Wirtschaftswissenschaftler
- Klaus Esser (Manager) (* 1947), deutscher Jurist und Industriemanager
- Klaus Esser (Heilpädagoge) (* 1958), deutscher Heilpädagoge
- Klaus Esser (Politiker) (* 1981), deutscher Politiker (AfD)

### F
- Klaus Feldmann (Journalist) (1936–2023), deutscher Journalist
- Klaus Fichtel (* 1944), deutscher Fußballspieler
- Klaus Fischer (1934–2009), deutscher Fotograf und Autor
- Klaus Fischer (* 1949), deutscher Fußballspieler
- Klaus Forster (1931–2018), deutscher Brigadegeneral, Abteilungsleiter im Bundesnachrichtendienst
- Klaus Franke (1923–2017), deutscher Politiker (CDU)
- Klaus Franke (* 1941), deutscher Handballspieler und -trainer
- Klaus Franke (* 1948), deutscher Fußballspieler
- Klaus Frauenhoff (* 1967), deutscher Brigadegeneral
- Klaus Friedland (1920–2010), deutscher Archivar, Bibliothekar und Historiker
- Klaus Friedrich (* 1945), deutscher Geograph und Sozialgeograph
- Klaus Froboese (1947–2019), deutscher Opernregisseur und Intendant

### G
- Klaus von Gaffron (1946–2017), deutscher Fotokünstler
- Klaus Gallwitz (1930–2021), deutscher Kunsthistoriker und Kurator
- Klaus Gehrke (* 1939), deutscher Schauspieler
- Klaus Gerbig (1939–1992), deutscher Hürdenläufer
- Klaus Gersten (* 1929), deutscher Mathematiker, Ingenieur und Hochschullehrer
- Klaus Gerwien (1940–2018), deutscher Fußballspieler
- Klaus Gjasula (* 1989), deutsch-albanischer Fußballspieler
- Klaus Grogorenz (* 1937), deutscher Zehnkämpfer und Sprinter
- Klaus Grossmann (* 1935), deutscher Psychologe und Verhaltensbiologe

### H
- Klaus Hackländer (* 1970), deutscher Wildbiologe
- Klaus Hafner (1927–2021), deutscher Chemiker
- Klaus Hagen (* 20. Jh.), deutscher Hockeyspieler
- Klaus Hagerup (1946–2018), norwegischer Schriftsteller, Lyriker, Schauspieler, Drehbuchautor und Regisseur
- Klaus Halser (* 1942), deutscher Motorradrennfahrer
- Klaus Hammacher (1930–2024), deutscher Philosoph
- Klaus Handler (* 1979), österreichischer Politiker
- Klaus Hartenstein (* 1949), deutscher Philologe
- Klaus Hartmann (1929–2019), deutscher Betriebswirt und Fußballfunktionär
- Klaus Hartmann (* 1942), deutscher Brigadegeneral
- Klaus Havenstein (1922–1998), deutscher Schauspieler und Kabarettist
- Klaus Heinzel (* 1941), deutscher Fußballtorwart
- Klaus Helfrich (1941–2017), deutscher Altamerikanist und Museumsleiter
- Klaus Heller (1937–2023), deutscher Historiker
- Klaus Hellwig (* 1941), deutscher Pianist und Hochschullehrer
- Klaus Herding (1939–2018), deutscher Kunsthistoriker
- Klaus Herlitz (* 1947), deutscher Unternehmer
- Klaus Herm (1925–2014), deutscher Schauspieler
- Klaus Herrmann (* 1960), deutscher Polizist und Politiker
- Klaus Holländer (* 1941), deutscher Brigadegeneral des Heeres der Bundeswehr
- Klaus Holighaus (1940–1994), deutscher Segelflugzeugkonstrukteur und -pilot
- Klaus Hommels (* 1967), Schweizer Risikokapitalgeber
- Klaus Hoppe (1938–2006), deutscher Ingenieur
- Klaus Hoppe (* 1950), deutscher Fußballspieler
- Klaus-Peter Hoppe (1954–2022), deutscher Synchronsprecher
- Klaus Huber (1924–2017), Schweizer Komponist, Violinist, Dirigent und Kompositionslehrer
- Klaus Huber (* 1968), österreichischer Skispringer
- Klaus Hubmann (* 1959), österreichischer Musikwissenschaftler und Fagottist
- Klaus Hübotter (1930–2022), deutscher Bauunternehmer und Mäzen
- Klaus Hülsenbeck (* 1958), deutscher Bürgermeister und Fußballschiedsrichter
- Klaus Hurrelmann (* 1944), deutscher Soziologe
- Klaus Hutterer (1942–2018), österreichischer Politiker (SPÖ)

### I
- Klaus Isele (* 1960), deutscher Verleger, Herausgeber und Publizist

### J
- Klaus Jakobi (* 1935), deutscher Fußballspieler
- Klaus Jepsen (1936–2005), deutscher Schauspieler und Synchronsprecher
- Klaus Johannis (* 1959), rumänischer Politiker und gewählter Präsident Rumäniens

### K
- Klaus Kaffine (* 1962), Sänger und Gitarrist der Rockband Die Quietschboys
- Klaus Katzor (* 1942), deutscher Badmintonspieler
- Klaus Kelle (* 1959), deutscher Journalist, Publizist und Medienunternehmer
- Klaus Kindler (1930–2001), deutscher Schauspieler und Synchronsprecher
- Klaus Kinkel (1936–2019), deutscher Politiker
- Klaus Kinski (1926–1991), deutscher Schauspieler
- Klaus Kleinfeld (* 1957), deutscher Industriemanager
- Klaus von Klitzing (* 1943), deutscher Physiker und Nobelpreisträger
- Klaus Kornwachs (* 1947), deutscher Philosoph und Hochschullehrer
- Klaus Kotter (1934–2010), deutscher Sportfunktionär
- Klaus Kreimeier (1938–2024), deutscher Medienwissenschaftler und Filmpublizist
- Klaus Kreuzeder (1950–2014), deutscher Saxophonist
- Klaus Kumpfmüller (* 1969), österreichischer Wirtschaftswissenschaftler

### L
- Klaus Lage (* 1950), deutscher Musiker
- Klaus Landa (* 1974), österreichischer Historiker, Germanist und Sozialkundler
- Klaus Lang (* 1943), deutscher Theologe, Autor, Gewerkschafter und Arbeitsdirektor
- Klaus Langrock (* 1934), deutscher Handballspieler und -trainer
- Klaus Lemke (1940–2022), deutscher Filmregisseur und Drehbuchautor
- Klaus Lennartz (1944–2019), deutscher Politiker
- Klaus Liegibel (1960–1992), deutscher Motorradrennfahrer
- Klaus Littmann (* 1951), Schweizer Galerist, Kunstvermittler und Kurator
- Klaus Löwitsch (1936–2002), deutscher Schauspieler

### M
- Klaus Manchen (1936–2024), deutscher Schauspieler und Hörspielsprecher
- Klaus Mann (1906–1949), deutscher Schriftsteller
- Klaus Marschall (* 1961), deutscher Regisseur
- Klaus Matthiesen (1941–1998), deutscher Politiker
- Klaus Matzel (1923–1992), deutscher Germanist und Sprachwissenschaftler
- Klaus Mehnert (1906–1984), deutscher Publizist, Hochschullehrer und Asien- und Osteuropaexperte
- Klaus Meine (* 1948), deutscher Sänger
- Klaus Mertes (* 1954), deutscher Jesuit, Gymnasiallehrer, Autor und Chefredakteur
- Klaus Meyer-Minnemann (* 1940), deutscher Romanist
- Klaus Miedel (1915–2000), deutscher Schauspieler und Synchronsprecher
- Klaus Milbradt (1940–2007), deutscher Turner und Trainer
- Klaus Moritz (* 1944), deutscher Jurist
- Klaus Mühlhahn (* 1963), deutscher Sinologe
- Klaus Münster (* 1935), deutscher Synchronsprecher und Schauspieler
- Klaus Müntz (1932–2015), deutscher Pflanzenphysiologe und Züchtungsforscher
- Klaus Murmann (1932–2014), deutscher Unternehmer und Arbeitgeberfunktionär

### N
- Klaus Otto Nagorsnik (1955–2024), deutscher Bibliothekar und Quizspieler (Gefragt – Gejagt)
- Klaus Naumann (1930–2020), deutscher Phytopathologe
- Klaus Naumann (* 1939), deutscher General
- Klaus Naumann (* 1949), deutscher Historiker
- Klaus-Peter Naumann (* 1959), deutscher Wirtschaftsprüfer
- Klaus Neubert (* 1942), deutscher Diplomat und Botschafter
- Klaus Nomi (1944–1983), deutscher Countertenor
- Klaus Nürnberg (1929–2015), deutscher Metallurg, Manager und Verbandsfunktionär
- Klaus Nürnberger (1933–2022), deutsch-südafrikanischer evangelischer Theologe und Missionar
- Klaus Nürnberger (1939–2016), deutscher Basketballtrainer und -funktionär

### O
- Klaus Ofczarek (1939–2020), österreichischer Schauspieler und Opernsänger (Tenor)
- Klaus Offerhaus (1934–2019), deutscher Jurist und Präsident des Bundesfinanzhofs
- Klaus E. Oldendorff (1933–2003), deutscher Reeder und olympischer Regattasegler
- Klaus Oppenheimer (1905–1986), deutsch-niederländischer evangelischer Theologe

### P
- Klaus von Pape (1904–1923), deutscher nationalsozialistischer Putschist
- Klaus Pawlowski (* 1935), deutscher Hochschullehrer und Satiriker
- Klaus Peter (* 1938), deutscher Anästhesist und Hochschullehrer
- Klaus Peter (* 1940), deutscher Hammerwerfer
- Klaus Pietzner (* 1970), deutscher Schauspieler und Synchronsprecher
- Klaus Pinkau (1931–2021), deutscher Astro- und Plasmaphysiker
- Klaus Preller (* 1939), deutscher Basketballschiedsrichter und -spieler
- Klaus Prömpers (* 1949), deutscher Fernsehjournalist

### Q
- Klaus Quinkert (1930–2018), deutscher Fußballtrainer
- Klaus Quirini (1941–2023), deutscher Discjockey

### R
- Klaus Reinhardt (1941–2021), deutscher General
- Klaus Reinhardt (* 1960), deutscher Mediziner
- Klaus Renft (1942–2006), deutscher Musiker
- Klaus G. Renner (1949–2019), deutscher Verleger
- Klaus Peter Riedel (* 1954), deutscher Diplomat
- Klaus Riesenhuber (1938–2022), deutscher Philosoph und römisch-katholischer Theologe
- Klaus Ritter (1918–2015), deutscher Politikberater und Jurist
- Klaus Rainer Röhl (1928–2021), deutscher Journalist und Publizist
- Klaus Rosenfeld (* 1966), deutscher Manager, Vorstandsvorsitzender
- Klaus Rost (1940–2023), deutscher Ringer
- Klaus Rost, deutscher Sportwissenschaftler

### S
- Klaus Schimmöller (* 1941), deutscher römisch-katholischer Geistlicher
- Klaus Schindler (* 1953), deutscher Schauspieler
- Klaus Schindling (* 1968), deutscher Politiker
- Klaus Schlappner (* 1940), deutscher Fußballtrainer
- Klaus Schlegel (1931–1992), deutscher Fußballspieler und Sportjournalist
- Klaus Schlutt (* 1944), deutscher Fußballspieler
- Klaus-Dirk Schmitz (* 1951), deutscher Computerlinguist und Terminologe
- Klaus Peter Schmitz (1944–2020), deutscher Autor und Heimatforscher
- Klaus-Peter Schmitz (* 1946), deutscher Ingenieurwissenschaftler und Biomedizintechniker
- Klaus Ulrich Schmolke (* 1975), deutscher Rechtswissenschaftler
- Klaus Schneeberger (* 1950), österreichischer Politiker (ÖVP)
- Klaus Schneemann (* 1944), deutscher Brigadegeneral
- Klaus Scholtissek (* 1962), deutscher Theologe und Neutestamentler
- Klaus Schönherr (* 1947), deutscher Offizier und Militärhistoriker
- Klaus Schrottshammer (* 1979), österreichischer Geschwindigkeitsskifahrer
- Klaus Schulze (1947–2022), deutscher Komponist, Musiker und Produzent
- Klaus Schütz (1926–2012), deutscher Politiker
- Klaus Schwarzkopf (1922–1991), deutscher Schauspieler und Synchronsprecher
- Klaus Schwickert (1931–2019), deutscher Politiker (SPD)
- Klaus Seeberg (* 1946/1947), deutscher Basketballspieler
- Klaus Seltenheim (* 1984), österreichischer Politiker (SPÖ)
- Klaus Sonnenschein (1935–2019), deutscher Synchronsprecher und Schauspieler
- Klaus Steinbach (* 1953), deutscher Schwimmer, Arzt und Sportfunktionär
- Klaus Stoll (* 1943), deutscher Kontrabassist
- Klaus Störtebeker (≈1360–1401), ein Anführer der Vitalienbrüder und Likedeeler
- Klaus Strobach (1920–2004), deutscher Geophysiker

### T
- Klaus Teuber (1952–2023), deutscher Spieleautor
- Klaus Teuchert (1939–2022), deutscher Endurosportler
- Klaus Thiele (1934–2019), deutscher Fußballtorhüter
- Klaus Thiele-Dohrmann (1936–2022), deutscher Journalist und Autor
- Klaus Thomas (1915–1992), deutscher ev. Pfarrer, Arzt und Psychotherapeut
- Klaus Thomforde (* 1962), deutscher Fußballtorhüter und Fußballtrainer
- Klaus Tochtermann (1927–2017), deutscher Rudersportler
- Klaus Töpfer (1938–2024), deutscher Politiker
- Klaus Toppmöller (* 1951), deutscher Fußballspieler
- Klaus Traube (1928–2016), deutscher Manager und Umweltforscher
- Klaus Trostorff (1920–2015), deutscher Widerstandskämpfer und Direktor
- Klaus von Trotha (* 1938), deutscher Politiker (CDU)
- Klaus Tschira (1940–2015), deutscher Unternehmer
- Klaus Türk (1944–2023), deutscher Sozialwissenschaftler

### U
- Klaus Überall (1924–2008), deutscher Regisseur
- Klaus Ulonska (1942–2015), deutscher Leichtathlet und Sportfunktionär
- Klaus Umbach (1936–2018), deutscher Journalist
- Klaus Ungerer (* 1969), deutscher Schriftsteller, Journalist, Kolumnist, Satiriker, Gerichtsreporter, Moderator und Verleger

### V
- Klaus Vack (1935–2019), deutscher Friedens- und Bürgerrechtsbewegungsaktivist
- Klaus Dieter Vervuert (1945–2017), deutscher Verleger und Buchhändler
- Klaus Vogel (* 1956), deutscher Historiker und Kapitän
- Klaus Florian Vogt (* 1970), deutscher Opernsänger
- Klaus Voormann (* 1938), deutscher Musiker und Grafiker

### W
- Klaus Wagenbach (1930–2021), deutscher Verleger und Autor
- Klaus Wannemacher (* 1972), deutscher Germanist, Theologe und Hochschullehrer
- Klaus Wedemeier (* 1944), deutscher Politiker (SPD)
- Klaus Weese (* 1967), deutscher Freestyle-Skier
- Klaus Weinand (* 1940), deutscher Basketballspieler und Olympiateilnehmer
- Klaus Weissermel (1922–1997), deutscher Chemiker, Manager und Hochschullehrer
- Klaus Wennemann (1940–2000), deutscher Schauspieler
- Klaus Weller (* 1954), deutscher Filmemacher, Kameramann, Dramaturg und Dozent
- Klaus Wiesehügel (* 1953), deutscher Gewerkschafter
- Klaus Wildbolz (1937–2017), österreichischer Schauspieler
- Klaus Windeck (* 1941), deutscher Unternehmer
- Klaus Wolfermann (1946–2024), deutscher Leichtathlet
- Klaus Wolfertstetter (* 1977), deutscher Drehbuchautor und Schriftsteller
- Klaus Wolff (1935–2019), österreichischer Dermatologe
- Klaus Wowereit (* 1953), deutscher Politiker
- Klaus Wriedt (* 1935), deutscher Historiker
- Klaus Christian von Wrochem (* 1940), deutscher Straßenmusiker, siehe Klaus der Geiger
- Klaus Wunder (1950–2024), deutscher Fußballspieler
- Klaus Wunderlich (1931–1997), deutscher Musiker
- Klaus Wust (1925–2003), US-amerikanischer Autor und Historiker

### Z
- Klaus Zeh (* 1952), deutscher Politiker
- Klaus Zimmermann (* 1941), deutscher Generalmajor
- Klaus Zumwinkel (* 1943), deutscher Unternehmensberater, Vorstandsvorsitzender Deutsche Post AG (1995–2008)
- Klaus Zwickel (* 1939), deutscher Gewerkschafter

## Familienname
- Albert Klaus (1902–1983), deutscher Schriftsteller
- Alfred Klaus (1919–2008), deutscher Kriminalbeamter
- Andreas Klaus (* 1937), deutscher Motorradrennfahrer
- Bernd Klaus (* 1967), deutscher Fußballtorwart und Fußballtrainer
- Bernhard Klaus (1913–2008), deutscher Theologe und Hochschullehrer
- Bex Taylor-Klaus (* 1994), US-amerikanische Schauspielerin
- Birgit Klaus (* 1964), deutsche Journalistin
- Bruno Klaus (1848–1915), deutscher Lehrer, Heimatforscher und Politiker
- Canísio Klaus (* 1951), brasilianischer Geistlicher, römisch-katholischer Bischof
- Carina Klaus-Sternwieser (* 2005), österreichische Judoka
- Carl Klaus (* 1994), deutscher Fußballtorhüter
- Christine Ursula Klaus (* 1957), deutsche Tierärztin und Politikerin (PDS)
- Daniel Klaus (* 1972), deutscher Schriftsteller
- David Klaus (1718–1793), deutscher Philosoph
- Dieter Klaus (1938–2010), deutscher Geograph, Mathematiker und Systemwissenschaftler
- Edgar Klaus (1879–1945 oder 1946), Agent
- Elisabeth Klaus (* 1955), deutsche Soziologin und Kommunikationswissenschaftlerin
- Emil Klaus (1907–1994), deutscher Landwirt, Winzer und Politiker
- Erich Klaus (Sänger) (* 1917), deutscher Opernsänger (Tenor)
- Erich Klaus (Ringer) (* 1953), deutscher Ringer
- Felix Klaus (* 1992), deutscher Fußballspieler
- Frank Klaus (1887–1948), US-amerikanischer Boxer, Weltmeister im Mittelgewicht
- Fred Klaus (Schauspieler) (1927–2005), deutscher Schauspieler und Synchronsprecher
- Fred Klaus (Fußballspieler) (* 1967), deutscher Fußballspieler
- Friedrich Klaus (1887–1964), deutscher Politiker (CDU)
- Fritz Klaus (1921–1984), Schweizer Lehrer, Lokalhistoriker und Autor
- Georg Klaus (1912–1974), deutscher Philosoph, Schachspieler und Schachfunktionär
- Gottfried Klaus (1899–1963), Schweizer Politiker (SP)
- H. Gustav Klaus (1944–2020), deutscher Literaturwissenschaftler
- Hans Klaus (Maler) (1898–1954), deutscher Maler
- Hans Klaus (Literat) (1901–1985), tschechoslowakisch-britischer Literat und Chemiker
- Hans Klaus (Wirtschaftswissenschaftler) (* 1956), deutscher Wirtschaftswissenschaftler
- Heinrich Klaus (1876–1961), deutscher Politiker (SPD)
- Horst Klaus (1930–2023), deutscher Gewerkschafter
- Jakob Klaus (* 1788; † nach 1855), deutscher Barbier und Autor
- Johann Klaus (1808–1885), österreichischer Postmeister und Politiker
- Johannes Klaus (Maler) (1847–1893), österreichischer Maler und Grafiker
- Johannes Klaus (Schauspieler), deutscher Theaterschauspieler, -regisseur und -intendant
- Johannes Klaus (Schriftsteller) (* 1981), deutscher Reiseblogger, Grafik-Designer und Herausgeber
- Josef Klaus (Maler) (1807–1877), österreichischer Maler und Lithograph
- Josef Klaus (1910–2001), österreichischer Politiker (ÖVP), Bundeskanzler
- Josef Klaus (Eishockeyspieler) (* 1958), deutscher Eishockeyspieler
- Julius Klaus (Rassenhygieniker) (1849–1920), Ingenieur, Unternehmer und Rassenhygieniker
- Julius Klaus (1910–1988), deutscher Politiker (CDU), Oberbürgermeister
- Karl Klaus (1920–2015), deutscher Typograf, Redakteur und Schriftsteller
- Konrad Klaus (* 1956), deutscher Indologe
- Kurt Klaus (* 1934), Schweizer Uhrmacher und Erfinder
- Lieke Klaus (* 1989), niederländische BMX-Sportlerin
- Martin Klaus (Pädagoge) (* 1954), deutscher Pädagoge
- Martin Klaus, bekannt als DJ MK 1 (* 1978), deutscher DJ
- Martin Klaus (Schauspieler) (* 1982), Schweizer Schauspieler
- Martin A. Klaus (* 1938), deutscher Journalist und Schriftsteller
- Matthias Klaus (1758–1833), österreichischer Politiker, Bürgermeister von St. Pölten
- Michael Klaus (1952–2008), deutscher Schriftsteller und Dichter
- Oliver Klaus (* 1990), Schweizer Fußballspieler
- Peter Klaus (* 1944), deutscher Wirtschaftswissenschaftler und emeritierter Hochschullehrer
- Philipp Klaus (* 1978), deutscher Handballspieler und Architekt
- Reinhold Klaus (1881–1963), österreichischer Maler, Grafiker und Buntglasmaler
- Rudolf Klaus, deutscher Akkordeonist
- Stefan Klaus (* 1977), deutsch-schweizerischer Handballspieler
- Steffen Klaus (* ≈1930), deutscher Film- und Theaterschauspieler
- Tadeusz Klaus (eigentlich Klaus Langer; * 1960), deutscher Komponist
- Ulrich Klaus (* 1950), deutscher Pädagoge und Präsident des Deutschen Tennis Bundes
- Václav Klaus (* 1941), tschechischer Wirtschaftswissenschaftler und Politiker, Präsident 2003 bis 2013
- Werner Klaus (* 1928), deutscher Fußballspieler
- Wilfried Klaus (* 1941), deutscher Schauspieler
- Wolfgang Klaus (* 1930), ehemaliger Oberbürgermeister von Frankfurt (Oder)

## Fiktive Personen
- Der blaue Klaus, Zeichentrickfigur im Rahmen der Fernsehsendung Der Große Preis
- Klaus Borowski, Ermittler aus der Krimireihe Tatort
- Silvesterklaus, Figur des Schweizer Brauchtums
- Staplerfahrer Klaus, ein deutscher Kurzfilm aus dem Jahr 2000
- Klaus Hargreeves, Nummer 4 in The Umbrella Academy